# Hauptwache
Hauptwache je barokní budova ve Frankfurtu nad Mohanem.
Dala jméno náměstí An der Hauptwache a podzemnímu nádraží Hauptwache.
Bývalou strážní budovu postavil v letech 1729–1730 městský stavitel Johann Jakob Samhammer.
Po zničení náletem během druhé světové války byla ve zjednodušené podobě obnovena a v roce 1954 opět otevřena.
Až v roce 1968 byla nově postavena v původní podobě poté, co byla odstraněna kvůli stavbě podzemního nádraží.
V současné době slouží budova jako kavárna.